# Liste der Kulturdenkmale in Fürstenwalde (Altenberg)
Die Liste der Kulturdenkmale in Fürstenwalde (Altenberg) enthält die Kulturdenkmale im Altenberger Ortsteil Fürstenwalde. Die Anmerkungen sind zu beachten.
Diese Liste ist eine Teilliste der Liste der Kulturdenkmale in Altenberg.
Diese Liste ist eine Teilliste der Liste der Kulturdenkmale in Sachsen.

## Legende
- Bild: Bild des Kulturdenkmals, ggf. zusätzlich mit einem Link zu weiteren Fotos des Kulturdenkmals im Medienarchiv Wikimedia Commons. Wenn man auf das Kamerasymbol klickt, können Fotos zu Kulturdenkmalen aus dieser Liste hochgeladen werden:
- Bezeichnung: Denkmalgeschützte Objekte und ggf. Bauwerksname des Kulturdenkmals
- Lage: Straßenname und Hausnummer oder Flurstücknummer des Kulturdenkmals. Die Grundsortierung der Liste erfolgt nach dieser Adresse. Der Link (Karte) führt zu verschiedenen Kartendiensten mit der Position des Kulturdenkmals. Fehlt dieser Link, wurden die Koordinaten noch nicht eingetragen. Sind diese bekannt, können sie über ein Tool mit einer Kartenansicht einfach nachgetragen werden. In dieser Kartenansicht sind Kulturdenkmale ohne Koordinaten mit einem roten bzw. orangen Marker dargestellt und können durch Verschieben auf die richtige Position in der Karte mit Koordinaten versehen werden. Kulturdenkmale ohne Bild sind an einem blauen bzw. roten Marker erkennbar.
- Datierung: Baubeginn, Fertigstellung, Datum der Erstnennung oder grobe zeitliche Einordnung entsprechend des Eintrags in der sächsischen Denkmaldatenbank
- Beschreibung: Kurzcharakteristik des Kulturdenkmals entsprechend des Eintrags in der sächsischen Denkmaldatenbank, ggf. ergänzt durch die dort nur selten veröffentlichten Erfassungstexte oder zusätzliche Informationen
- ID: Vom Landesamt für Denkmalpflege Sachsen vergebene, das Kulturdenkmal eindeutig identifizierende Objekt-Nummer. Der Link führt zum PDF-Denkmaldokument des Landesamtes für Denkmalpflege Sachsen. Bei ehemaligen Kulturdenkmalen können die Objektnummern unbekannt sein und deshalb fehlen bzw. die Links von aus der Datenbank entfernten Objektnummern ins Leere führen. Ein ggf. vorhandenes Icon  führt zu den Angaben des Kulturdenkmals bei Wikidata.

## Fürstenwalde
| Bild                                    | Bezeichnung                                    | Lage                                    | Datierung | Beschreibung | ID       |
| --------------------------------------- | ---------------------------------------------- | --------------------------------------- | --- | --- | -------- |
| Weitere Bilder                          | Wegestein                                      | (Karte)                                 | 19. Jh. (Wegestein)                                                                                                 | Wegestein (Sandsteinwegweiser) an der sogenannten Alten Dresdner Straße (ehemals Alte Dresden-Teplitzer Poststraße); verkehrsgeschichtlich von Bedeutung | 09277536 |
|                                         | Alte Dresden-Teplitzer Poststraße              | (Karte)                                 | 18. Jh. (Straße) | Sachgesamtheitsbestandteil der Sachgesamtheit Alte Dresden-Teplitzer Poststraße: Straße; regionalgeschichtlich und verkehrsgeschichtlich von Bedeutung. Anmerkung: Straßenabschnitt nördlich des Ortes. | 09278924 |
|                                         | Alte Dresden-Teplitzer Poststraße              | (Karte)                                 | 18. Jh. (Straße) | Sachgesamtheitsbestandteil der Sachgesamtheit Alte Dresden-Teplitzer Poststraße: Straße; regionalgeschichtlich und verkehrsgeschichtlich von Bedeutung. Anmerkung: Straßenabschnitt südlich des Ortes. | 09279071 |
| Weitere Bilder                          | Kursächsische Halbmeilensäule Fürstenwalde     | Fürstenwalde (Karte)                    | bez. 1729 (Postmeilensäule)                                                                                         | Postmeilensäule; Halbmeilensäule, Sandstein, mit Inschrift und Höhenbolzen, verkehrsgeschichtlich von Bedeutung. Kursächsische Halbmeilensäule 2 m hoch, aus Sandstein, mit verschiedenen Inschriften. Spiegel 1: „Dreßden 9 St / Toeplitz 3 1/2 St.“, „1729“ und Posthorn; Sie ist die Säule Nummer 18, der „Alte-Dresden-Teplitzer-Straße“ angebracht. Die Säule verjüngt sich nach unten. 1902 und 1967 wurde die Säule restauriert. | 09277535 |
| Weitere Bilder                          | Kursächsischer Viertelmeilenstein Fürstenwalde | Fürstenwalde (Karte)                    | 1729 (Kopie 2012)                                                                                                   | Kopie eines Viertelmeilensteins, verkehrsgeschichtlich von Bedeutung. | 09307188 |
| Weitere Bilder                          | Schneiderstein                                 | (Karte)                                 | bez. 1622 (Steinkreuz)                                                                                              | Mord- und Sühnekreuz; ortsgeschichtlich von Bedeutung. Das als „Schneiderstein“ bezeichnete Steinkreuz befindet sich auf der Feldflur nördlich von Fürstenwalde. Das auch als „Leichenstein“ bezeichnete Steinkreuz weist die Jahreszahl 1622, eine Schere und die Buchstaben G S auf. Der Sage nach wurde hier ein Schneidergeselle aus Rudolphsdorf bei der Heimkehr aus der Fremde ermordet.                                         | 09277515 |
| Weitere Bilder                          | George-Bähr-Denkmal                            | George-Bähr-Weg 14 (bei) (Karte)        | 1897 (Denkmal) | Denkmal; für George Bähr, Erbauer der Frauenkirche in Dresden, Bähr wurde 1666 in Fürstenwalde geboren, Sandstein-Obelisk, Monument der Gedenkkultur, ortsgeschichtlich von Bedeutung | 09277518 |
| Direkt Bild zu diesem Denkmal hochladen | Wohnstallhaus                                  | Hauptstraße 22 (Karte)                  | um 1800 (Wohnstallhaus)                                                                                             | Wohnstallhaus; Obergeschoss Fachwerk, regionaltypische Holzbauweise, an bildprägender Stelle, baugeschichtlich von Bedeutung | 09277521 |
| Direkt Bild zu diesem Denkmal hochladen | Wohnstallhaus                                  | Hauptstraße 43 (Karte)                  | 2. Hälfte 19. Jh. (Wohnstallhaus)                                                                                   | Wohnstallhaus; Massivbau an exponierter Stelle, baugeschichtliche Bedeutung | 09277522 |
|                                         | Transformatorenturm und Oberleitungsmast       | Hauptstraße 50 (gegenüber) (Karte)      | 1920er Jahre (Transformatorenstation)                                                                               | Transformatorenturm und Oberleitungsmast; Zeugnis der Elektrifizierung, Seltenheitswert | 09277519 |
| Direkt Bild zu diesem Denkmal hochladen | Wohnstallhaus                                  | Hauptstraße 64 (Karte)                  | 1. Hälfte 19. Jh., Kern womöglich noch älter (Wohnstallhaus)                                                        | Wohnstallhaus (ehemals Schmiede); baugeschichtliche und ortshistorische Relevanz | 09277528 |
| Direkt Bild zu diesem Denkmal hochladen | Wohnstallhaus                                  | Hauptstraße 68 (Karte)                  | 2. Hälfte 18. Jh. (Wohnstallhaus)                                                                                   | Wohnstallhaus; Obergeschoss zum großen Teil Fachwerk, Beispiel regionaltypischer Holzbauweise, baugeschichtlich von Bedeutung | 09277529 |
|                                         | Wohnstallhaus                                  | Hauptstraße 69 (Karte)                  | um 1850, Kern womöglich älter (Wohnstallhaus)                                                                       | Wohnstallhaus; Obergeschoss und Giebel Fachwerk verbrettert, regionaltypisches Aussehen, straßenbildprägend, baugeschichtlich von Bedeutung | 09277530 |
|                                         | Hammerschänke                                  | Müglitztalstraße 1 (Karte)              | Kern 17. Jh. (Gasthof)                                                                                              | Gasthof; trotz baulicher Veränderungen relevant, da alter Kern vorhanden und ortshistorisch bedeutsam | 09277526 |
| Direkt Bild zu diesem Denkmal hochladen | Wohnstallhaus                                  | Müglitztalstraße 7 (Karte)              | 2. Hälfte 18. Jh. (Wohnstallhaus)                                                                                   | Wohnstallhaus; Obergeschoss Fachwerk, Konstruktion und viele Details weitgehend erhalten, stattliches Beispiel der regionaltypischen Holzbauweise, Kontext zu Kratzhammer, baugeschichtlich von Bedeutung | 09277517 |
| Direkt Bild zu diesem Denkmal hochladen | Wohnhaus                                       | Müglitztalstraße 11 (Karte)             | um 1850 (Wohnhaus)                                                                                                  | Wohnhaus; evtl. Huthaus, hochgradig im ursprünglichen Aussehen erhalten, exponierte Lage, baugeschichtlich von Bedeutung | 09277537 |
| Direkt Bild zu diesem Denkmal hochladen | Wohnstallhaus                                  | Obere Dorfstraße 97 (Karte)             | vor 1800 (Wohnstallhaus)                                                                                            | Wohnstallhaus; Obergeschoss zum Teil wohl noch Fachwerk, baugeschichtlich von Bedeutung und bildprägend durch exponierte Lage | 09277531 |
| Weitere Bilder                          | Dorfkirche Fürstenwalde                        | Oberer Schulweg 58 (Karte)              | Chor nach 1500 (Kirche); 17. Jh. (Altar); 17. Jh. (Kanzel); 17. Jh. (Taufe); bez. 1657 (Epitaph); 1857/1858 (Orgel) | Kirche mit Kirchenausstattung, Kirchhof, Gedenktafel für die Gefallenen des Ersten Weltkrieges, Sonnenuhr und Einfriedung; u. a. ortsgeschichtliche Bedeutung | 09277524 |
| Weitere Bilder                          | Pfarrhaus                                      | Oberer Schulweg 60 (Karte)              | 1800 (Pfarrhaus) | Pfarrhaus und Reste des Pfarrgartens; Wohnstallhaus mit verbrettertem Obergeschoss, baugeschichtlich und ortsgeschichtlich von Bedeutung | 09277525 |
| Direkt Bild zu diesem Denkmal hochladen | Wegestein                                      | Rudolphsdorfer Straße 100 (bei) (Karte) | 19. Jh. (Wegestein)                                                                                                 | Wegestein; verkehrsgeschichtlich von Bedeutung | 09277534 |

## Ausführliche Denkmaltexte
1. ↑  Im Jahre 1722 begann man im Kurfürstentum Sachsen mit der Aufstellung der Kursächsischen Postmeilensäulen. Kurfürst Friedrich August I. wollte hierdurch ein zeitgemäßes Verkehrs- und Transportleitsystem im Kurfürstentum aufbauen, um Handel und Wirtschaft zu fördern. Er beauftragte mit Generalvollmacht Magister Adam Friedrich Zürner (1679–1742) mit der Durchführung. Das System der Postmeilensäulen umfasste Distanzsäulen, Viertelmeilensteine, Halb- und Ganzmeilensäulen. Die Distanzsäulen sollten in den Städten vor den Stadttoren, später nur auf den Marktplätzen aufgestellt werden. Entlang der Poststraßen wurden Viertelmeilensteine, Halb- und Ganzmeilensäulen aufgestellt. Sie erhielten eine fortlaufende Nummerierung (Reihennummer), beginnend vom Anfang der Vermessung. Die Ganzmeilensäulen wurden außerhalb der Städte an den Poststraßen im Abstand von 1 Meile (= 9,062 km) aufgestellt. Die Distanzsäulen waren mit dem Monogramm „AR“ für „Augustus Rex“, dem kursächsisch und polnisch-litauischen Doppelwappen sowie der polnischen Königskrone gekennzeichnet. Die Ganzmeilen-, Halbmeilensäulen und Viertelmeilensteine waren alle ähnlich beschriftet, alle trugen kein Wappen, aber das Monogramm „AR“. Die Entfernungsangaben erfolgten in Wegestunden (1 Stunde= ½ Postmeile = 4,531 km). Dieses Meilensystem war das erste europäische Verkehrsleitsystem. Der hier betrachteten Säule kommt als Teil des überregional bedeutenden Postwegesystems eine hohe verkehrsgeschichtliche Bedeutung zu (LfD/2013).